# Zvereva (krater)
Zvereva är en nedslagskrater med en diameter på ungefär 23 kilometer, på planeten Venus. Zvereva har fått sitt namn efter den ryska piloten Lidia Zvereva.